# Santi patroni cattolici dei comuni dell'Emilia-Romagna
Lista di santi patroni cattolici dei comuni dell'Emilia-Romagna:

## Città metropolitana di Bologna
- Bologna: san Petronio e Santa Caterina da Bologna (compatrona)

- Anzola dell'Emilia: Santi Pietro e Paolo
- Argelato: San Michele
- Baricella: Maria madre di Gesù
- Bazzano: Santo Stefano
- Bentivoglio: Santa Maria Ausiliatrice
- Borgo Tossignano: San Bartolomeo
- Budrio: San Lorenzo
- Calderara di Reno: San Vitale
- Camugnano: San Martino di Tours
- Casalecchio di Reno: San Martino
- Casalfiumanese: San Gregorio Magno
- Castel d'Aiano: Santa Maria Assunta
- Castel del Rio: Sant'Ambrogio
- Castel di Casio: San Biagio
- Castel Guelfo di Bologna: Sant'Agnese
- Castel Maggiore: Sant'Andrea
- Castel San Pietro Terme: Madonna del Rosario
- Castello d'Argile: Santi Pietro e Paolo
- Castello di Serravalle: Sant'Apollinare
- Castenaso: San Giovanni
- Castiglione dei Pepoli: San Lorenzo
- Crespellano: San Savino
- Crevalcore: San Silvestro
- Dozza: Santa Maria del Carmine
- Fontanelice: Santi Pietro e Paolo
- Gaggio Montano: Natività di Maria
- Galliera: San Venanzio
- Granaglione: San Nicola
- Granarolo dell'Emilia: San Vitale

- Grizzana Morandi: San Michele
- Imola: San Cassiano di Imola
- Lizzano in Belvedere: San Mamante
- Loiano: San Giacomo
- Malalbergo: Sant'Antonio
- Marzabotto: San Giuseppe
- Medicina: Santa Lucia
- Minerbio: San Giovanni
- Molinella: San Matteo
- Monghidoro: Santa Maria Assunta
- Monte San Pietro: Madonna del Rosario
- Monterenzio: San Petronio
- Monteveglio: San Rocco
- Monzuno: San Luigi
- Mordano: Sant'Eustachio
- Ozzano dell'Emilia: San Cristoforo
- Pianoro: Santa Maria Assunta
- Pieve di Cento: San Giuseppe
- Porretta Terme: Santa Maria Maddalena
- Sala Bolognese: San Biagio
- San Benedetto Val di Sambro: San Benedetto
- San Giorgio di Piano: San Giorgio
- San Giovanni in Persiceto: San Giovanni
- San Lazzaro di Savena: San Lazzaro
- San Pietro in Casale: Santi Pietro e Paolo
- Sant'Agata Bolognese: Sant'Agata
- Sasso Marconi: Santi Pietro e Paolo
- Savigno: San Matteo
- Vergato: Madonna della Divina Provvidenza
- Zola Predosa: San Nicola e Sant'Agata (compatrona)

## Provincia di Ferrara
- Ferrara: san Giorgio

- Argenta: san Nicola
- Berra: san Rocco
- Bondeno: san Giovanni Battista
- Cento: san Biagio
- Codigoro: san Martino
- Comacchio: san Cassiano
- Copparo: Santa Lucia
- Formignana: Santo Stefano
- Goro: Santa Maria delle Grazie
- Jolanda di Savoia: san Giuseppe
- Lagosanto: San Venanzio
- Masi Torello: san Leonardo

- Massa Fiscaglia: san Pietro
- Mesola: Beata Vergine Maria
- Migliarino: Santa Croce
- Migliaro: sant'Antonio di Padova
- Mirabello: san Paolo
- Ostellato: Santi Pietro e Paolo
- Poggio Renatico: san Michele Arcangelo
- Portomaggiore: San Carlo Borromeo
- Ro: San Giacomo
- Sant'Agostino: sant'Agostino
- Tresigallo: Sant'Apollinare
- Vigarano Mainarda: sant'Antonio di Padova
- Voghiera: sant'Antonio di Padova

## Provincia di Forlì-Cesena
- Cesena: san Giovanni Battista
- Forlì: Madonna del Fuoco,
compatroni: san Mercuriale, san Pellegrino Laziosi, San Valeriano.

- Bagno di Romagna: santa Maria Assunta
- Bertinoro: santa Caterina d'Alessandria
- Borghi: san Cristoforo
- Castrocaro Terme e Terra del Sole: san Nicola di Bari (Castrocaro Terme) - santa Reparata (Terra del Sole)
- Cesenatico: san Giacomo
- Civitella di Romagna: san Michele
- Dovadola: sant'Andrea
- Forlimpopoli: san Rufillo
- Galeata: sant'Ellero
- Gambettola: sant'Egidio
- Gatteo: san Lorenzo
- Longiano: san Cristoforo

- Meldola: san Nicola
- Mercato Saraceno: santa Maria Novella
- Modigliana: santo Stefano
- Montiano: sant'Agata
- Portico e San Benedetto: san Giacomo
- Predappio: sant'Antonio da Padova
- Premilcuore: san Martino
- Rocca San Casciano: san Cassiano di Imola
- Roncofreddo: san Biagio
- San Mauro Pascoli: san Crispino
- Santa Sofia: santa Lucia da Siracusa
- Sarsina: san Vicinio
- Savignano sul Rubicone: santa Lucia da Siracusa
- Sogliano al Rubicone: san Sebastiano
- Tredozio: Beata Vergine delle Grazie
- Verghereto: San Michele

## Provincia di Modena
- Modena: san Geminiano

- Bastiglia: santa Maria Assunta
- Bomporto: san Nicola
- Campogalliano: sant'Orsola
- Camposanto: san Nicola
- Carpi: San Bernardino
- Castelfranco Emilia: san Donnino
- Castelnuovo Rangone: san Celestino I papa
- Castelvetro di Modena: santi Senesio e Teopompo
- Cavezzo: sant'Egidio
- Concordia sulla Secchia: san Paolo
- Fanano: San Silvestro
- Finale Emilia: san Zenone vescovo
- Fiorano Modenese: san Giovanni Battista
- Fiumalbo: san Bartolomeo
- Formigine: san Bartolomeo
- Frassinoro: Madonna delle Grazie
- Guiglia: san Geminiano
- Lama Mocogno: Madonna del Carmine
- Maranello: san Biagio
- Marano sul Panaro: San Lorenzo
- Medolla: santi Senesio e Teopompo
- Mirandola: san Possidonio
- Montecreto: san Giovanni Battista

- Montefiorino: Cristo Re
- Montese: san Lorenzo
- Nonantola: san Silvestro
- Novi di Modena: san Michele arcangelo
- Palagano: san Giovanni evangelista
- Pavullo nel Frignano: san Bartolomeo
- Pievepelago: santa Maria Assunta
- Polinago: san Rocco
- Prignano sulla Secchia: san Lorenzo
- Ravarino: sant'Antonio di Padova
- Riolunato: San Giacomo
- San Cesario sul Panaro: San Cesario
- San Felice sul Panaro: san Felice
- San Possidonio: San Possidonio
- San Prospero: san Prospero
- Sassuolo: san Giorgio
- Savignano sul Panaro: santa Maria Assunta
- Serramazzoni: Beata Vergine del Rosario
- Sestola: San Nicola
- Soliera: san Giovanni Battista
- Spilamberto: san Giovanni Battista
- Vignola: Santi Nazario e Celso
- Zocca: Sacro Cuore di Gesù

## Provincia di Parma
- Parma: sant'Ilario di Poitiers

- Albareto: Beata Vergine Assunta
- Bardi: san Giovanni Battista
- Bedonia: sant'Antonino martire
- Berceto: san Moderanno
- Bore: san Lorenzo
- Borgo Val di Taro: Madonna del Carmine
- Busseto: san Bartolomeo
- Calestano: san Lorenzo
- Collecchio: san Prospero
- Colorno: santa Margherita
- Compiano: Santissimo Crocifisso
- Corniglio: santi Lucio e Amanzio
- Felino: Madonna della Candelora
- Fidenza: san Donnino
- Fontanellato: Santa Croce
- Fontevivo: san Bernardo di Chiaravalle
- Fornovo di Taro: Beata Vergine Assunta
- Langhirano: san Giacomo
- Lesignano de' Bagni: San Michele arcangelo
- Medesano: san Giacomo maggiore
- Mezzani: san Silvestro
- Monchio delle Corti: san Lorenzo
- Montechiarugolo: san Quintino

- Neviano degli Arduini: Sant'Eufemia
- Noceto: san Martino
- Palanzano: san Martino
- Pellegrino Parmense: San Giuseppe
- Polesine Parmense: san Vito
- Roccabianca: san Michele arcangelo
- Sala Baganza: san Lorenzo
- Salsomaggiore Terme: san Vitale da Milano
- San Secondo Parmense: Beata Vergine Annunciata
- Sissa Trecasali: Madonna delle Spine
- Solignano: San Lorenzo
- Soragna: Santa Maria Addolorata
- Sorbolo: santi Faustino e Giovita
- Terenzo: Santo Stefano
- Tizzano Val Parma: San Pietro
- Tornolo: San Bernardino
- Torrile: san Biagio
- Traversetolo: San Martino
- Valmozzola: san Giuseppe
- Varano de' Melegari: san Martino
- Varsi: San Pietro
- Zibello: San Carlo Borromeo

## Provincia di Piacenza
- Piacenza: sant'Antonino di Piacenza e Santa Giustina

- Agazzano: Santa Maria Assunta
- Alseno: san Martino
- Besenzone: San Vitale
- Bettola: Madonna della Quercia
- Bobbio: san Colombano
- Borgonovo Val Tidone: Santa Maria Assunta
- Cadeo: Madonna del Carmine
- Calendasco: san Corrado Confalonieri
- Caminata: San Giuseppe
- Caorso: san Rocco
- Carpaneto Piacentino: santi Fermo e Rustico
- Castel San Giovanni: san Giovanni Battista
- Castell'Arquato: San Giuseppe
- Castelvetro Piacentino: San Giovanni Battista
- Cerignale: san Lorenzo
- Coli: San Vito
- Corte Brugnatella: san Giuseppe
- Cortemaggiore: san Lorenzo
- Farini: San Giuseppe
- Ferriere: san Giovanni Battista
- Fiorenzuola d'Arda: san Fiorenzo
- Gazzola: San Lorenzo
- Gossolengo: san Quintino
- Gragnano Trebbiense: San Michele arcangelo

- Gropparello: San Paolo
- Lugagnano Val d'Arda: San Zenone vescovo
- Monticelli d'Ongina: san Lorenzo
- Morfasso: Santa Maria Assunta
- Nibbiano: Madonna del Rosario
- Ottone: san Marziano di Siracusa
- Pecorara: San Giorgio
- Pianello Val Tidone: San Maurizio
- Piozzano: Santissimo Salvatore
- Podenzano: san Giovanni Bosco
- Ponte dell'Olio: san Rocco
- Pontenure: Santi Pietro e Paolo
- Rivergaro: Sant'Agata
- Rottofreno: Sant'Elena
- San Giorgio Piacentino: San Giorgio
- San Pietro in Cerro: San Pietro
- Sarmato: san Rocco
- Travo: Sant'Antonino di Piacenza
- Vernasca: san Colombano
- Vigolzone: san Giovanni Battista
- Villanova sull'Arda: Santa Maria Assunta
- Zerba: San Michele Arcangelo
- Ziano Piacentino: san Paolo

## Provincia di Ravenna
- Ravenna: Sant'Apollinare.
- Alfonsine: Madonna delle Grazie.
- Bagnacavallo: San Michele arcangelo.
- Bagnara di Romagna: Sant'Andrea.
- Brisighella: San Michele arcangelo.
- Casola Valsenio: Santa Lucia.
- Castel Bolognese: San Petronio.
- Cervia: San Paterniano.
- Conselice: San Martino.

- Cotignola: Santo Stefano.
- Faenza: Madonna delle Grazie.
- Fusignano: Madonna delle Grazie.
- Lugo: Sant'Ellero (localmente chiamato Illaro).
- Massa Lombarda: San Paolo.
- Riolo Terme: San Giovanni Battista.
- Russi: Sant'Apollinare.
- Sant'Agata sul Santerno: Sant'Agata.
- Solarolo: San Sebastiano.

## Provincia di Reggio Emilia
- Reggio Emilia: san Prospero vescovo

- Albinea: san Gaetano di Thiene
- Bagnolo in Piano: san Francesco di Paola
- Baiso: san Lorenzo
- Bibbiano: Beata Vergine Assunta
- Boretto: san Marco
- Brescello: san Genesio
- Busana: san Venanzio abate
- Cadelbosco di Sopra: san Celestino I papa
- Campagnola Emilia: santi Gervasio e Protasio
- Campegine: Santi Pietro e Paolo
- Canossa: San Martino
- Carpineti: San Prospero
- Casalgrande: san Bartolomeo
- Casina: san Bartolomeo
- Castellarano: san Pancrazio
- Castelnovo di Sotto: sant'Andrea
- Castelnovo ne' Monti: san Pancrazio
- Cavriago: san Giovanni Battista
- Collagna: san Bartolomeo
- Correggio: San Quirino di Siscia
- Fabbrico: san Genesio
- Gattatico: san Matteo

- Gualtieri: santa Maria della Neve
- Guastalla: santa Caterina d'Alessandria
- Ligonchio: sant'Andrea
- Luzzara: san Giorgio
- Montecchio Emilia: san Simone apostolo
- Novellara: san Cassiano
- Poviglio: santo Stefano
- Quattro Castella: sant'Antonino di Apamea
- Ramiseto: santi Cipriano e Giustina martiri
- Reggiolo: san Venerio
- Rio Saliceto: san Giorgio
- Rolo: san Zenone vescovo
- Rubiera: san Biagio
- San Martino in Rio: san Martino
- San Polo d'Enza: san Paolo
- Sant'Ilario d'Enza: santa Eulalia
- Scandiano: santa Caterina d'Alessandria
- Toano: san Biagio
- Vetto: san Lorenzo
- Vezzano sul Crostolo: san Martino
- Viano:
- Villa Minozzo: santi Quirico e Giuditta

## Provincia di Rimini
- Rimini: san Gaudenzio di Rimini

- Bellaria-Igea Marina: sant'Apollonia
- Casteldelci: san Martino
- Cattolica: san Pio V
- Coriano: san Sebastiano
- Gemmano: san Sebastiano
- Maiolo: san Biagio
- Misano Adriatico: san Biagio
- Mondaino: san Michele Arcangelo
- Monte Colombo: san Martino
- Montefiore Conca: san Paolo
- Montegridolfo: san Rocco
- Montescudo: san Sebastiano
- Morciano di Romagna: san Michele Arcangelo

- Novafeltria: San Pietro e san Paolo
- Pennabilli: san Pio V
- Poggio Berni: san Giorgio
- Riccione: san Martino
- Saludecio: Sant'Amato Ronconi
- San Clemente: san Clemente I papa
- San Giovanni in Marignano: san Giovanni Battista
- San Leo: San Leone di Arbe
- Sant'Agata Feltria: Sant'Agata
- Santarcangelo di Romagna: san Michele Arcangelo
- Talamello: san Lorenzo
- Torriana: san Vicinio
- Verucchio: san Martino